# Karur

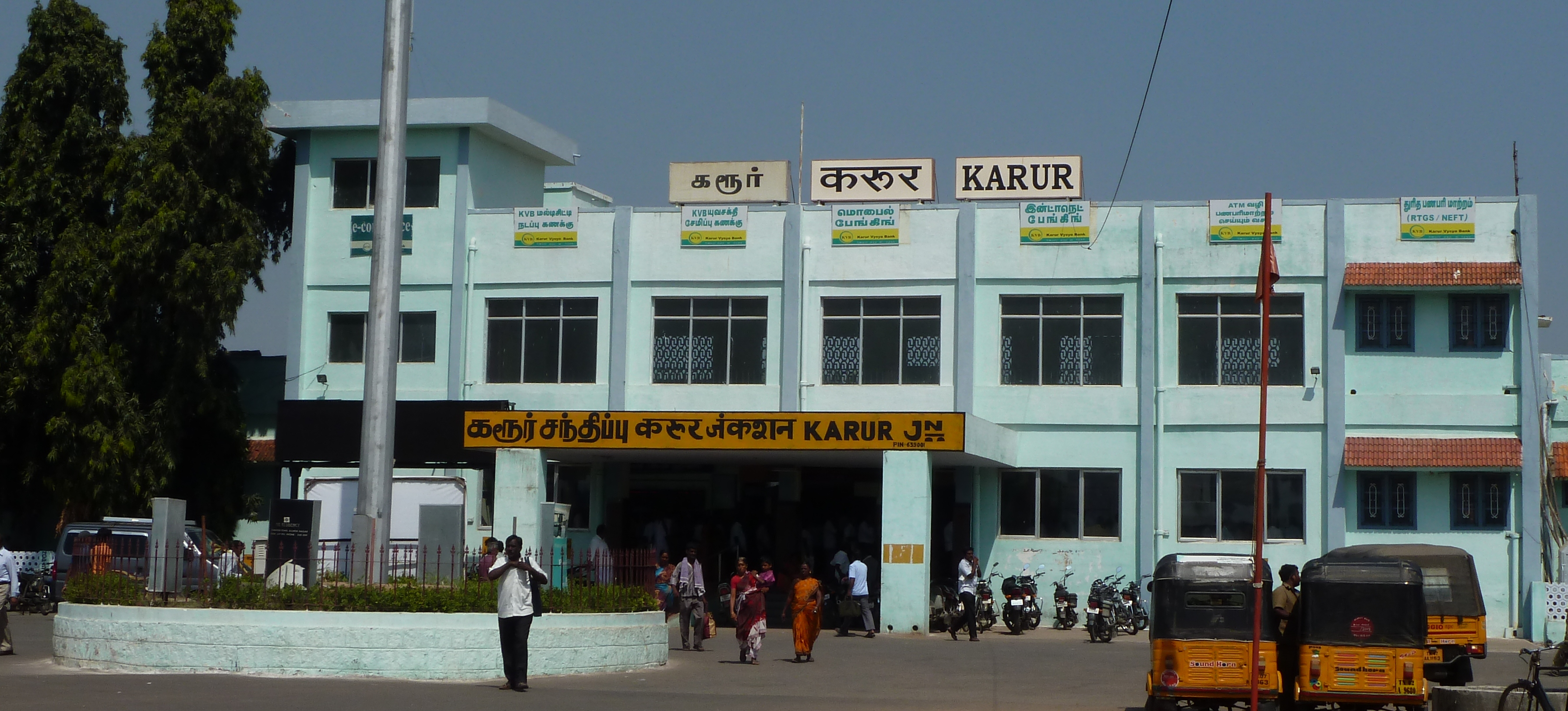
Järnvägsstationen i Karur.

Karur (tamil: கரூர்) är en stad i den indiska delstaten Tamil Nadu, och är huvudort för ett distrikt med samma namn. Folkmängden uppgick till 70 980 invånare vid folkräkningen 2011. Karur bildar tillsammans med de närliggande och jämnstora städerna Inam Karur och Thanthoni, samt några andra orter, ett storstadsområde som hade 234 191 invånare 2011.